# Всехсвятская улица (Чернигов)
Всехсвятская улица (укр. Всіхсвятська вулиця) — улица в Деснянском районе города Чернигова. Пролегает от проспекта Левка Лукьяненко (улицы Рокоссовского) до улицы Владимира Коваленко (Генерала Пухова), исторически сложившаяся местность (район) Бобровицкий жилой массив.
Нет примыкающих улиц.

## История
Улица проложена и застраивалась вместе с другими улицами Бобровицкого жилого массива в конце 1960-х годов, но была застроена только парная сторона.
В 1968 году было создано предприятие «Рембыттехника» (дом № 7) («Черниговский завод по ремонту бытовой техники») на базе Черниговского городского бытового комбината (реорганизован с артели «Прогресс» промкооперации). На момент открытия на заводе насчитывалось 122 работника, 1987 году — 470. Ныне не функционирует.
В 1972 году получила название улица Пятидесяти лет СССР — в честь 50-й годовщины СССР.
Изначально, в 2011 году городской комиссией по переименованию улиц, улицу рекомендовалось переименовать на улицу Лазаря Барановича.
12 февраля 2016 года улица получила современное название Всехсвятская — образовано по храму всех святых Черниговских, согласно Распоряжению городского главы В. А. Атрошенко Черниговского городского совета № 46-р «Про переименование улиц и переулков города» («Про перейменування вулиць та провулків міста»)

## Застройка
Парная сторона улицы заняты многоэтажной жилой застройкой (5-9-этажные дома) и учреждениями обслуживания (школы), непарная — нежилой застройкой (рынки «Хит» и «Нива», дом быта, магазины и склады, автостанция). Вдоль улицы расположены 9-этажные дома и школы, во дворе — 5-этажные. 
Перекресток улиц Всехсвятская и Рокоссовского образовывает площадь Героев Сталинграда, а угол улиц занимает Храм всех святых Черниговских. 
Территория завода «Рембыттехника», что занимает угол улиц Всехсвятская и Пухова, ныне занята магазинами и складами.
Учреждения:
1. дом № 1 — Храм всех святых Черниговских
2. дом № 4 — школа № 27
3. дом № 5 — автостанция № 3
4. дом № 7 — офисное здание, ранее предприятие «Рембыттехника»
5. дом № 8 — отделение связи «Укрпочта» № 30
6. дом № 14 — школа № 30

Мемориальные доски:
1. дом № 4 — воину-интренационалисту Олегу Стариславовичу Шаповалу — на школе № 27, где учился (доска 2005 год)[6]